# Michael Pedersen Friis
Michael Pedersen Friis (Odense, 22 de Outubro de 1857 - Copenhague, 24 de Abril de 1944) foi um político da Dinamarca. Ocupou o cargo de primeiro-ministro da Dinamarca.